# 42-га єгерська дивізія (Третій Рейх)
42-га єгерська дивізія (Третій Рейх) (нім. 42. Jäger-Division) — єгерська піхотна дивізія Вермахту за часів Другої світової війни. Дивізія брала участь у бойових діях проти югославських партизан на Балканах та в Італії проти союзних військ, де капітулювала у квітні 1945.

## Історія
42-га єгерська дивізія сформована 22 грудня 1943 року на території Хорватії шляхом реорганізації 187-ї резервної дивізії, що входила до складу LXIX резервного корпусу. Головним завданням дивізії було навчання особового складу збройних сил Незалежної Держави Хорватія, а також охорона важливих об'єктів тилу, у першу чергу залізничного сполучення, на території окупованої Сербії. Формування дивізії залучалися до проведення антипартизанських операцій проти югославського руху опору, а саме: операцій «Шнештурм», «Валдрауш», «Напфкухен», «Брандфакел», «Канни», «Кауб», «Унгевіттер», «Лауффайер».
19 березня 1944 дивізія терміново перекинута до Угорщини, де під назвою «оперативна група фон Браунера» (нім. Kampfgruppe Brauner) у складі XXII гірського корпусу брала участь в окупації країни, коли союзник Німеччини здійснив марну спробу вийти з війни та розпочати перемовини з антигітлерівською коаліцією.
У травні 1944 передислокована до Загребу, де знову продовжила проведення антипартизанських операцій в гірській місцевостій, зокрема у горах Папук. У червні увійшла до складу LXXV армійського корпусу армійської групи фон Цангена групи армій «C» з одночасним перекиданням на Італійський фронт до Лігурії.
Літом-восени 1944 року дивізія знаходилася у розпорядженні армійської групи «Лігурія», 14-ї та 10-ї польових армій Вермахту. Брала участь у бойових діях на Готській лінії та півночі Італії. Останні бої світової війни вела в районі Беллуно, де капітулювала британським військам 24 квітня 1945 року.

## Райони бойових дій
- Хорватія, Боснія (грудень 1943 — березень 1944);
- Угорщина (березень — травень 1944);
- Хорватія (травень — червень 1944);
- Північна Італія (червень 1944 — квітень 1945).

## Командування

### Командири
- генерал-лейтенант Йозеф Браунер фон Гайдрінген (нім. Josef Brauner von Haydringen) (22 грудня 1943 — 26 квітня 1944);
- генерал-лейтенант Вальтер Йост (нім. Walter Jost) (26 квітня 1944 — 24 квітня 1945).

### Підпорядкованість
| Час      | Корпус                        | Армія                       | Група армій (округ) | Штаб            |
| -------- | ----------------------------- | --------------------------- | ------------------- | --------------- |
| 1944     |                               |                             |                     |                 |
| січень   | —                             | 2-га танкова армія          | —                   | Загреб          |
| березень | Командування Вермахту в Сремі | 2-га танкова армія          | —                   | Боснія          |
| квітень  | XXII-й гірський корпус        | —                           | ОВ «Південний Схід» | Угорщина        |
| травень  | Резерв ОКГ                    | Резерв ОКГ                  | Резерв ОКГ          | Загреб          |
| червень  | LXXV-й армійський корпус      | Армійська група фон Цангена | Група армій «C»     | Лігурія         |
| серпень  | Корпус «Ян»                   | Армійська група «Лігурія»   | Група армій «C»     | Лігурія         |
| вересень | XIV-й тк                      | 14-та армія                 | Група армій «C»     | Спеція          |
| листопад | XIV-й тк                      | 10-та армія                 | Група армій «C»     | Болонья         |
| 1945     |                               |                             |                     |                 |
| січень   | XIV-й тк                      | 10-та армія                 | Група армій «C»     | Болонья         |
| лютий    | LXXIV-й армійський корпус     | 10-та армія                 | Група армій «C»     | Равенна/Феррара |

### Склад
| 1944                                   |
| -------------------------------------- |
| 25-й єгерський полк                    |
| 40-й єгерський полк                    |
| 142-й артилерійський полк              |
| 142-й розвідувальний батальйон         |
| 142-й протитанковий дивізіон           |
| 142-й інженерний батальйон             |
| 142-й дивізійний батальйон зв'язку     |
| 142-ге дивізійне управління постачання |

## Нагороджені дивізії
Нагороджені дивізії
|  | Кавалери Золотого Німецького Хреста          | 3 |
|  | Кавалери Лицарського хреста Залізного хреста | 1 |